# Gimnastyka na Letnich Igrzyskach Olimpijskich 1896

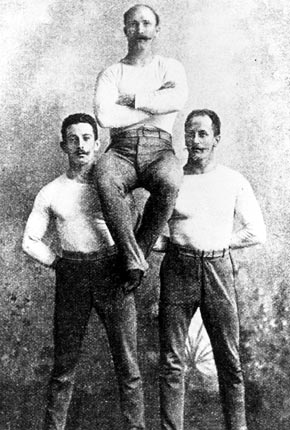
Trójka niemieckich gimnastyków – Schuhmann, Flatow, Weingärtner

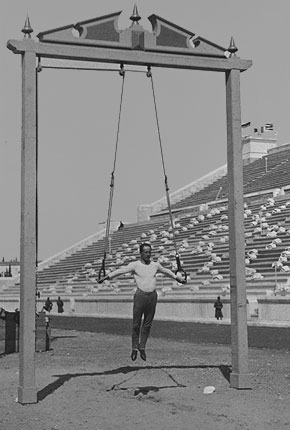
Weingärtner przed zdobyciem srebrnego medalu w ćwiczeniu na kółkach

Wyniki zawodów gimnastycznych podczas Igrzysk Olimpijskich w Atenach w roku 1896.

## Medaliści
| Konkurencja:                                   | Złoto | Srebro                                                                             | Brąz                                                                         |
| Ćwiczenia na drążku (szczegóły)                | Hermann Weingärtner | Alfred Flatow                                                                      | nikt                                                                         |
| Ćwiczenia na poręczach (szczegóły)             | Alfred Flatow | Louis Zutter                                                                       | nikt                                                                         |
| Ćwiczenia na koniu z łękami (szczegóły)        | Louis Zutter | Hermann Weingärtner                                                                | nikt                                                                         |
| Ćwiczenia na kółkach (szczegóły)               | Joanis Mitropulos | Hermann Weingärtner                                                                | Petros Persakis                                                              |
| Wspinaczka po linie (szczegóły)                | Nikolaos Andriakopulos | Tomas Ksenakis                                                                     | Fritz Hofmann                                                                |
| Skok przez konia (szczegóły)                   | Carl Schuhmann | Louis Zutter                                                                       | Hermann Weingärtner                                                          |
| Ćwiczenia na drążku (drużynowo) (szczegóły)    | Niemcy Conrad Böcker Alfred Flatow Gustav Flatow Georg Hillmar Fritz Hofmann Fritz Manteuffel Karl Neukirch Richard Röstel Gustav Schuft Carl Schuhmann Hermann Weingärtner | Grecja Nikolaos Andriakopulos Sotirios Atanasopulos Petros Persakis Tomas Ksenakis | Grecja Joanis Chrisafis Joanis Mitropulos Dimitrios Lundras Filipos Karwelas |
| Ćwiczenia na poręczach (drużynowo) (szczegóły) | Niemcy Conrad Böcker Alfred Flatow Gustav Flatow Georg Hillmar Fritz Hofmann Fritz Manteuffel Karl Neukirch Richard Röstel Gustav Schuft Carl Schuhmann Hermann Weingärtner | nikt                                                                               | nikt                                                                         |

## Tabela medalowa
| Miejsce | Państwo    | Złoto | Srebro | Brąz | Suma |
| ------- | ---------- | ----- | ------ | ---- | ---- |
| 1       | Niemcy     | 5     | 3      | 2    | 10   |
| 2       | Grecja     | 2     | 2      | 2    | 6    |
| 3       | Szwajcaria | 1     | 2      | 0    | 3    |
|         | Razem      | 8     | 7      | 4    | 19   |

 Bułgaria,  Dania,  Francja,  Szwecja,  Węgry i   Wielka Brytania także startowały w zawodach, ale nie zdobyły żadnych medali.